# Kol Sverkersson
Kol Sverkersson (nacido a mediados del siglo XII) fue un noble sueco, muy probablemente hijo ilegítimo del rey Sverker I, fruto de la relación de este con una mujer desconocida, aunque otras fuentes le citan como nieto de Sverker I. Era medio hermano de Carlos VII y de Boleslao Sverkersson.
Es mencionado en la Västgötalagen como Kol Konung (rey Kol), aunque sólo habría sido electo en la provincia de Östergötland, donde gobernaría junto a su hermano Boleslao tras la muerte de Carlos VII a manos de Canuto Eriksson. Kol y Boleslao serían rivales del rey Canuto, y lucharían contra este por acceder al trono sueco entre 1167 y 1172, cuando ambos fueron derrotados.
Figura también en una carta papal donde se menciona que Canuto pretendía proponer como santo a su padre Erik IX.